# Петров (Саратовская область)
 Петров —опустевший хутор в Татищевском районе Саратовской области в составе сельского поселения Идолгское муниципальное образование.

## География
Находится на расстоянии примерно 12 километров по прямой на запад-северо-запад от районного центра поселка Татищево.

## История
Основан в 1929 году как поселок артели им. 11-й годовщины Красной Армии, организованной из граждан села Ягодная Поляна на месте хутора некоего Петра Юрьевича. Возможно, поселение стало носить название Петров хутор именно поэтому. Вскоре после этого сельхозартель прекращает свое существование, а 1933 году её земли и имущество были переданы для организации подсобного хозяйства Пугачевской дивизии.

## Население
Постоянное население составляло не было учтено как в 2002 году, так и в 2010.